# Equilibrio liquido-vapore
L'equilibrio liquido-vapore (in inglese vapor-liquid equilibrium o VLE) è la condizione in cui due fasi, una  fase liquida e una  fase vapore, sono in equilibrio termodinamico tra loro. L'equilibrio che si viene a creare è di tipo dinamico, ovvero la velocità di evaporazione del liquido eguaglia la velocità di condensazione del vapore. Infatti l'interfaccia liquido-vapore è interessata da continui scambi di materia tra le due fasi.

## Determinazione delle concentrazioni all'equilibrio liquido vapore

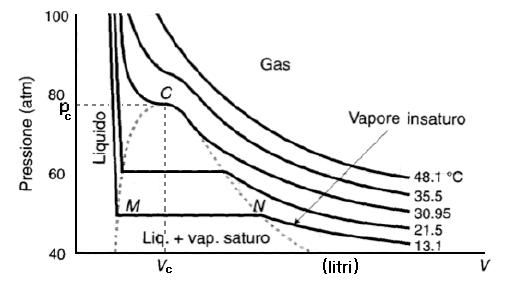
Diagramma di Andrews.

La concentrazione del vapore in equilibrio con il suo liquido è data in termini di pressione di vapore, che è strettamente correlata alla temperatura del sistema termodinamico.
Per determinare le concentrazioni del liquido e del vapore all'equilibrio si fa generalmente uso della legge di Raoult o della legge di Henry.
Le condizioni di equilibrio tra il liquido e il vapore sussistono in un determinato intervallo di temperatura pressione e volume. In un diagramma di Andrews, è la rappresentazione nel piano p-V (detto anche piano di Clapeyron) del comportamento di un sistema gas-liquido (della stessa sostanza), la zona all'interno del quale il liquido e il vapore sono all'equilibrio è detta "campana di Andrews", il punto più alto della quale corrisponde al punto critico. La linea di contorno della campana di Andrews a destra del punto critico è detta "curva di vaporus", ed è costituita dai punti di rugiada (dew point), mentre la linea di contorno della campana di Andrews a sinistra del punto critico è detta "curva di liquidus" ed è costituita dai punti di ebollizione (bubble point).

## Curva di equilibrio

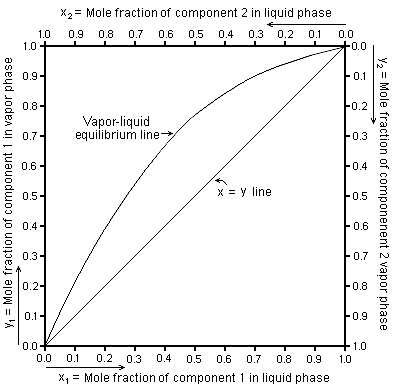
Curva di equilibrio

L'equilibrio tra il liquido e il vapore può essere descritto graficamente dalla cosiddetta curva di equilibrio (o curva di equilibrio liquido-vapore),  che corrisponde ad un diagramma in cui sull'ascissa è indicata la frazione molare di una delle specie chimiche nella fase liquida e in ordinata è indicata la frazione molare della medesima specie nella fase vapore.
Le applicazioni della curva di equilibrio sono molteplici, ad esempio viene impiegata nel metodo di McCabe-Thiele, per calcolare il numero di piatti necessari ad effettuare l'operazione unitaria di distillazione. In ogni piatto di una colonna di distillazione infatti si realizza l'equilibrio tra la fase liquida e la fase vapore, e questo equilibrio è rappresentato appunto dalla curva di equilibrio. Siccome nel caso della distillazione abbiamo un sistema con almeno due componenti, la curva di equilibrio in questo caso viene tracciato con riferimento alle frazioni molari del componente più volatile.